# Eupithecia albirasa
Euphitecia albirasa es una especie de polilla de la familia Geometridae. La especie fue descrita por primera vez por William Warren habiendo sido descrita en 1905, con distribución en Perú y Ecuador. El holotipo de la especie fue descrita en la Provincia de Carabaya.